# Erich Lukas
Erich Lukas (* 26. März 1964 in Linz, Oberösterreich) ist ein österreichischer Koch.

## Werdegang
Lukas Mutter Elfriede Lukas ist ebenfalls Köchin, die ihr Handwerk im „Tantris“ bei Eckart Witzigmann lernte und die Vorgängerin ihres Sohnes im Restaurant Verdi war. Er absolvierte eine Lehre bei Hansi Unterberger. Nach einigen „Wanderjahren“ im In- und Ausland, wo er unter anderem Erfahrungen bei Rainer Husar am Arlberg und im Freihaus Brenner am Tegernsee sammelte, übernahm er mit 22 Jahren den Familienbetrieb Verdi Diele in Linz.
Heute führt er neben dem Restaurant Verdi noch das Restaurant Einkehr in Linz.

## Auszeichnungen
2010 bewertet der Gault Millau Österreich sein Restaurant Einkehr mit einer Haube (14 Punkte) und sein Restaurant Verdi mit zwei Hauben (15 Punkte). Der Guide Michelin zeichnete das Restaurant Verdi in seiner letztmals in Österreich erschienenen Ausgabe mit einem Stern aus.